# Happy Street (Stevie Wonder)
"Happy Street" is een door Ben Peters geschreven liedje. Een vertolking door Stevie Wonder werd op 14 september 1964 door Tamla Records als single uitgebracht. Op de B-kant stond het door Dorsey Burnette en Gerald Nelson geschreven "Sad Boy". Het stond ook op het album Stevie at the Beach, dat in juni 1964 werd uitgebracht. "Happy Street" was de eerste single van Wonder die niet in het Verenigd Koninkrijk werd uitgebracht en tevens zijn eerste single sinds "Fingertips" die de hitlijsten niet wist te bereiken. Wonder trad met het liedje op aan het einde van zijn eerste film, Muscle Beach Party.

## Covers
- Slim Whitman bereikte met zijn vertolking in 1968 de 22ste plaats in de Amerikaanse hitlijst voor countrymuziek.
- Op het album Connie's Country (1969) van Connie Smith staat een cover van "Happy Street".
- Een vertolking door Charley Pride staat op diens album Just Plain Charley uit 1970.